# Otto I van Salm

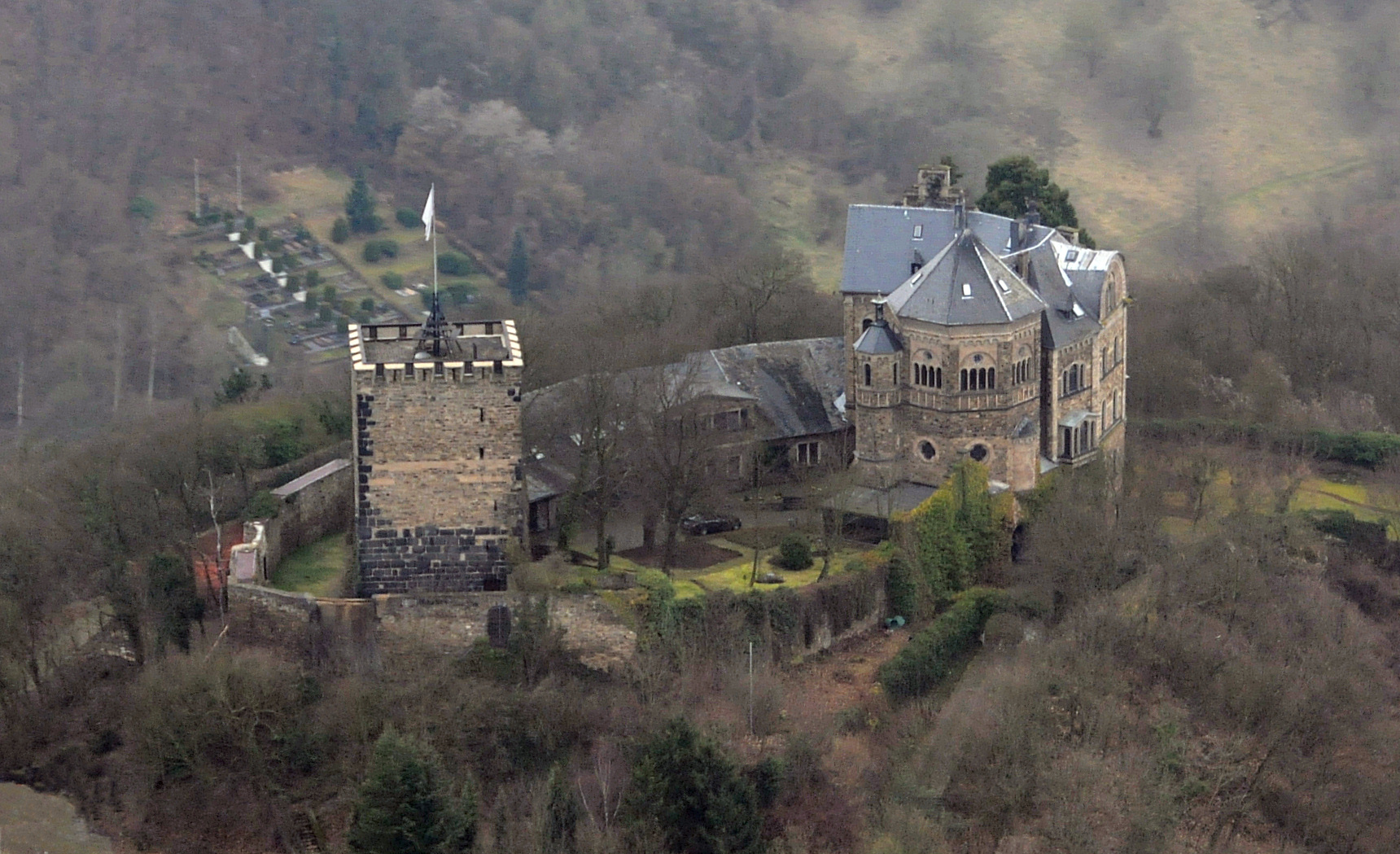
Kasteel Rheineck

Otto I van Salm (ca. 1085 - 1148) was graaf van Rheineck, en voogd van de abdij van Rolandswerth (bij Remagen), en paltsgraaf aan de Rijn.
Otto was de zoon van de Duitse tegenkoning Herman van Salm en Sophia van Formbach. Zij waren een van de meest pausgezinde families van die tijd. Hij bouwde de burcht Rheineck. Rond 1115 trouwde hij met Geertruid van Northeim, weduwe van paltsgraaf Siegfried. Hierdoor verwierf hij het ambt van paltsgraaf aan de Rijn. Otto verkreeg door erfenis het kasteel van Treis. Keizer Hendrik V erkende de erfenis niet en veroverde Treis in 1121. Toen zijn zwager Lotharius III van Supplinburg in 1125 tot koning werd gekozen, kreeg Otto het kasteel van Treis weer terug. Ook verkreeg hij het graafschap Bentheim. Otto herbouwde het kasteel van Bentheim dat was verwoest. In 1136 vergezelde hij Lotharius naar Italië. Na de dood van Lotharius (1137) verloor Otto de functie van paltsgraaf en het kasteel van Treis. De rest van zijn leven was hij daarover in conflict met de nieuwe paltsgraaf en met de aartsbisschop van Trier.
Otto's vrouw Geertruid was de dochter en erfgename van Hendrik de Vette, markgraaf van Friesland en graaf van Northeim, en van Gertrudis van Brunswijk. Kinderen van Otto en Geertruid waren:
- Otto II (rond 1115 - 1149); bond de strijd aan met de nieuwe paltsgraaf Herman van Stahleck; viel in 1148 in diens handen en werd in het volgende jaar op de Schönburg bij Oberwesel gewurgd. Huwde NN, dochter van Albrecht de Beer (rond 1100 - 1170), eerste markgraaf en grondlegger van de mark Brandenburg[1].
- Sophia (- 1176); huwde Dirk VI van Holland (-1157)
- Beatrix; huwde Wilbrand I van Loccum-Hallermund, markgraaf van Friesland.

## Referentie
1. ↑  De Annales Palidenses noemen een markgraaf Adelbertus als schoonvader van Otto II, Monumenta Germaniae Historica, Scriptores SS. deel XVI p. 84. Ook digitaal raadpleegbaar[dode link]